# Kishartyán
Kishartyán é um município da Hungria, situado no condado de Nógrád. Tem 19,35 km² de área e sua população em 2015 foi estimada em 527 habitantes.